# Grifo (ferramenta)

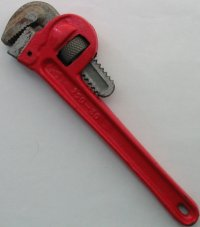
Um grifo simples.

Grifo também denominado griffo, chave grifo, chave Stillson, chave de cano ou chave de tubos, chave de bombeiro hidráulico, é uma ferramenta regulável usada para apertar, peças, porcas, canos entre outros ou afrouxar com torques onde a opção manual não seria capaz. Utilizado para ajustes onde requer a aplicação de um torque consideravelmente alto. Existe em vários tamanhos, tais como 8,10, 12, 14, 18, 24, 34, 36, 48 polegadas entre outros. Foi patenteada em 31 de outubro de 1865 por Daniel Chapman Stillson sob número 95744.

## Operação

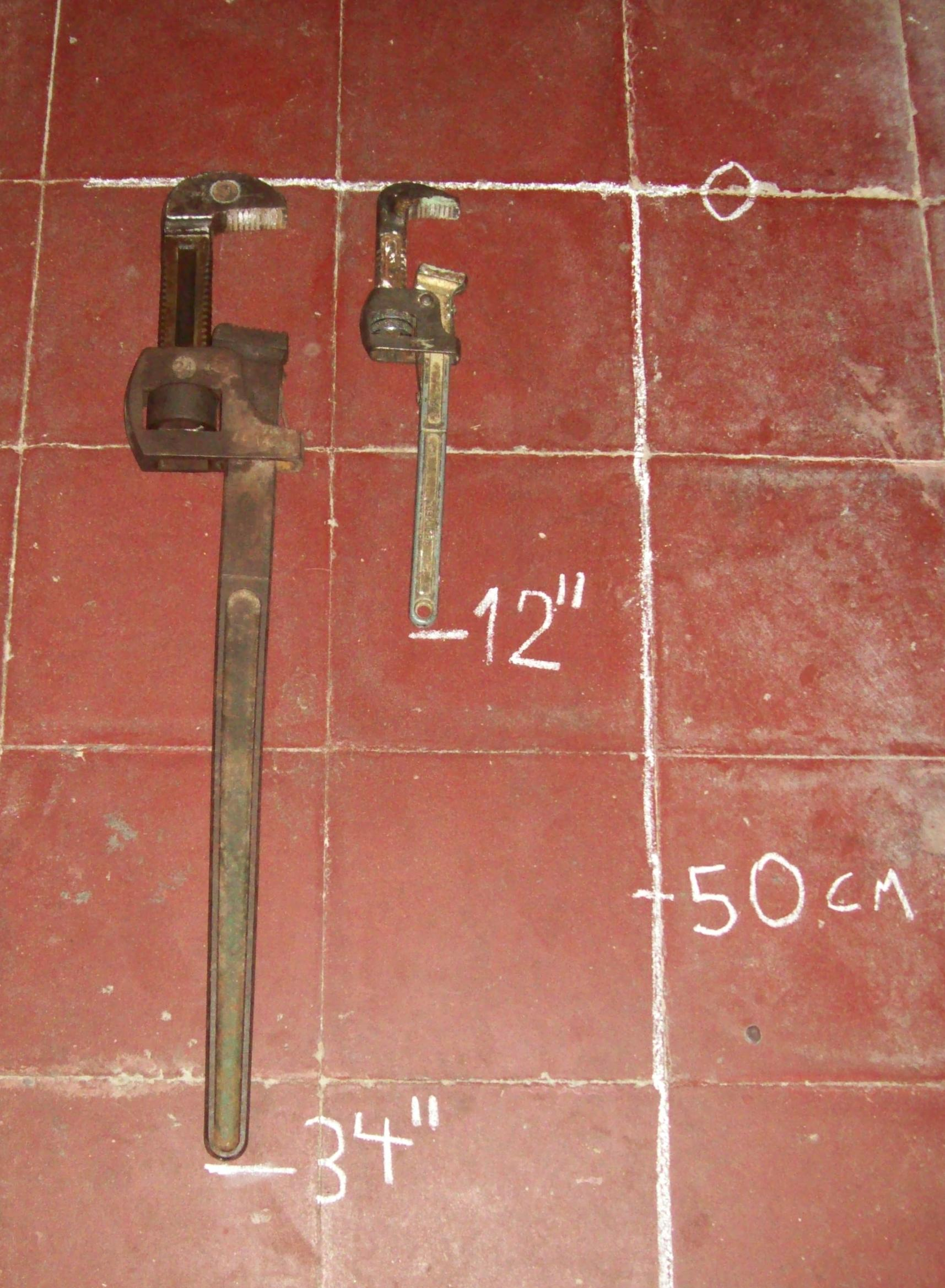
Duas medidas, uma de 34 polegadas e outra de 12.

Serve para girar e encaixar as roscas dos canos e outros auxiliando com torque manual amplificado. Turquesas são utlizadas em encanações com materias ferrosos e plásticos. O desenho da mandíbula da ferramenta faz com que a ferramenta trave no cano, auxiliando o torque. Mas para isso é necessário posicionar a ferramenta na direção do torque desejado, pois só funciona para uma direção.
Esta chave tem uma grande versatilidade de ajustar as dimensões da boca, através de um sistema similar a chave inglesa, constituído por: o corpo da chave (que é também parte da base que pressiona o elemento), um fecho de correr acoplado com o outra base de fixação e um anel roscado por dentro. Por rotação do anel com rosca, o fecho de correr com um aperto dos suportes é fechado ou aberto, dando ao diâmetro desejado para o ajustamento. A maioria dessas chaves tem duas molas (eles são como suspensões), que servem para o conjunto de aperto não ficar oscilante.
Em adição a estas qualidades, os dentes da chave tendo a forma de um torno, torna-a capaz de segurar firmemente sem deslizamento das peças, tais como tubos lisos e parafusos desgastados.

## História
Em 1870 Daniel C. Stillson chegou a um ajuste perfeito dos componentes , e cria um padrão universal para todos os tamanhos. Sua invenção foi lançada com a assinatura de Walworth e é usada sob a técnica do mesmo projeto.